# Nullo
Izraz nullo (ili smoothie) odnosi se na potkulturu ekstremnih modifikacija tijela koju čine uglavnom muškarci kojima su kirurški odstranjeni spolni organi (a ponekad i bradavice). Nulovi nisu nužno transrodni; većina se identificira kao eunusi. Izraz nullo skraćenica je od poništavanja genitalija. Iako postupak uglavnom traže muškarci, postoje žene kojima se dobrovoljno zašiva rodnica i uklanja klitoris.
Jedan od najpoznatijih nullosa je Mao Sugiyama, japanski umjetnik i aseksualni aktivist kojemu su 2012. godine genitalije kirurški odstranjene, skuhane i poslužene gostima na javnom banketu. Kanibalizam nije zločin prema japanskom zakonu. Sugijami, koja koristi nadimak "Ham Cybele", također su odstranjene bradavice.